# Westville, Illinois
Westville är en ort i Vermilion County i delstaten Illinois, USA.